# Amfifilnost
Amfifilnost (iz grške αμφις, amphis: oboje in φιλíα, philia: ljubezen, prijateljstvo) je značilnost nekaterih kemijskih spojin, da imajo tako hidrofilne (polarne) kot tudi lipofilne (nepolarne) lastnosti. Taka spojina se imenuje amfifilna ali amfipatična. To je osnova za številna raziskovalna področja v kemiji in biokemiji, zlasti za področje polimorfizma lipidov. Organske spojine, ki vsebujejo hidrofilne skupine na obeh koncih podolgovate molekule, imenujemo bolaamfifilične. Običajne amfifilne snovi so mila, detergenti in lipoproteinov.

## Struktura in lastnosti
Lipofilna skupina je po navadi velik ogljikovodični del, kot so dolge verige oblike CH3(CH2)n, n > 4. Hidrofilni del je ena od naslednjih skupin:
1. Nabite skupine
  - Anionske. Primeri z lipofilnim delom molekule, zapisanim z R, so:
    - karboksilati: RCO2−
    - sulfati: RSO4−
    - Sulfonati: RSO3−
    - fosfati: nabita funkcionalnost v fosfolipidih

  - Kationske. Primeri:
    - amoniumi: RNH3+
2. Polarne nenabite skupine. Primeri so alkoholi z velikimi R-skupinami, kot so diacil glicerol (DAG) in oligoetilenglikoli z dolgimi alkilnimi verigami. Amfifilne zvrsti imajo pogosto več lipofilnih delov ali več hidrofilnih delov, ali pa več obojih hkrati. Beljakovine in nekateri kopolimeri so tovrstni primeri.

Amfifilne spojine imajo lipofilne (običajno ogljikovodične) strukture in hidrofilne polarne funkcionalne skupine (bodisi ionske ali nenabite).
Posledica tega, da imajo amfifilne spojine tako lipofilni kot hidrofilni del, je, da se lahko nekatere topijo v vodi in do neke mere tudi v nepolarnih organskih topilih.
Ko se amfifilno spojino postavi v nemešajoči se dvofazni sistem, sestavljen iz vodne in organske faze, bo slednjega ločila na dvoje. Mera hidrofobnega in hidrofilnega dela določata stopnjo ločbe.

## Biološka vloga
Fosfolipidi, skupina amfifilnih molekul, so glavni sestavni deli bioloških membran. Amfifilna narava teh molekul določa način, kako tvorijo membrane. Razporedijo se v dvosloje tako, da polarne skupine usmerijo proti vodnemu sredstvu in lipofilne verige proti notranjosti dvosloja, kar ustvari nepolarno območje med dvema polarnima.
Čeprav so fosfolipidi v prvi vrsti sestavine bioloških membran, obstajajo tudi druge sestavine, kot so holesterol in glikolipidi, ki so prav tako vključeni v te strukture in ki jim dajejo različne fizikalne in biološke lastnosti.
Veliko drugih amfifilnih spojin, kot so pepducini, močno interagirajo z biološkimi membranami s tem, ko vstavijo hidrofobni del v lipidno membrano, medtem ko hidrofilni del izpostavijo vodnemu mediju, kar spremeni fizikalno obnašanje membran, včasih pa jih celo uniči.

## Primeri
Obstaja mnogo primerov molekul, ki izkazujejo amfifilne lastnosti:
Ogljikovodične površinsko aktivne snovi so primer skupine amfifilnih spojin. Njihovo polarno območje je lahko bodisi ionsko ali neionsko. Nekaj tipičnih predstavnikov te skupine: natrijev dodecil sulfat (anionski), benzalkonijev klorid (kationski), kokamidopropil betain (zwitterion) in oktan-1-ol (dolgoverižni alkohol, neionski).
Veliko bioloških spojin je amfifilnih: fosfolipidi, holesterol, glikolipidi, maščobne kisline, žolčne kisline, saponini, lokalni anestetiki idr.